# 슬라브어파
슬라브어파는 인도유럽어족인 발트슬라브어파의 한 어파로 슬라브인들이 사용하는 일련의 언어들을 말한다. 동유럽, 중앙유럽, 발칸반도에 위치한 대부분의 국가들에서 사용되며 북아시아 지역에서도 사용된다.
발트어파와 상당 자질을 공유하고 있으며,  같은 발트슬라브어파 계통인 발트어파와 마찬가지로 현존하는 인도유럽어족 중에서 가장 인도유럽조어의 특성을 보존하고 있는 어파들 중 하나라고 알려져 있다.

## 분류

발트슬라브어파 계통 수형도

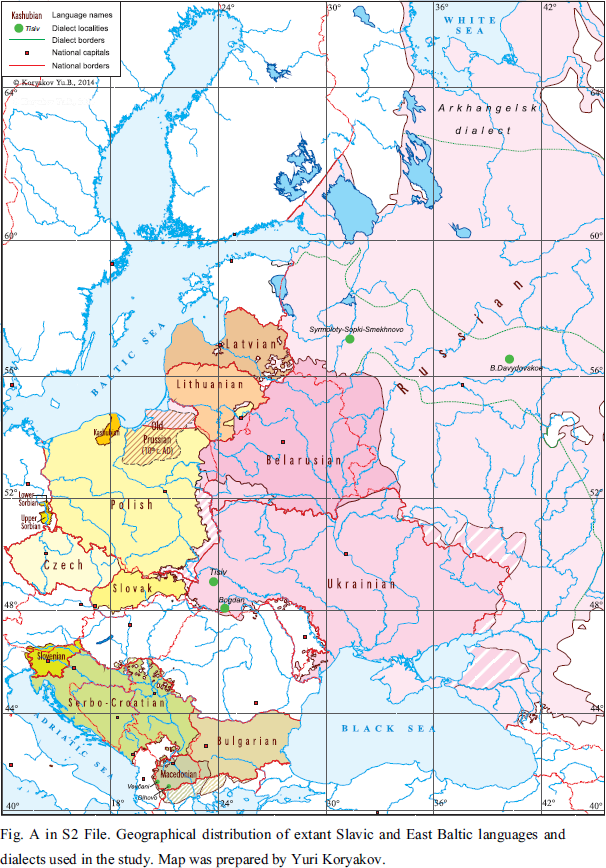
슬라브어파와 발트어파의 민족지학적 분포도

전간기 이래의 학자들은 슬라브어를 지리적, 계보적인 기반, 언어 외적으로는 문자 사용의 특징을 바탕으로 동부, 서부, 남부의 세 갈래로 분류해왔다.
- 동슬라브어군
  - 러시아어
  - 우크라이나어
  - 루신어
  - 벨라루스어
- 서슬라브어군
  - 체코슬로바키아어
    - 체코어
    - 슬로바키아어

  - 레키트어
    - 폴란드어
    - 실레시아어
    - 포메라니아어
    - 카슈브어
    - 폴라브어

  - 소르브어
    - 고지 소르브어
    - 저지 소르브어
- 남슬라브어군
  - 동부 남슬라브어군
    - 불가리아어
    - 마케도니아어
    - 고대 교회 슬라브어

  - 서부 남슬라브어군
    - 세르보크로아트어
      - 세르비아어
      - 크로아티아어
      - 보스니아어
      - 몬테네그로어
      - 부르겐란트크로아티아어

    - 슬로베니아어

## 특징
슬라브어파는 인도유럽어족에 속하는 다른 분류들(게르만어파, 로망스어군, 인도이란어파 등)과 비교하면 상대적으로 동질적이다. 서기 10세기 말까지도 슬라브어 사용 지역 전체가 공통 슬라브어(Common Slavic)라고 불리는 방언적으로 구별되는 단일 언어로서 기능했다. 대부분의 인도유럽어족 언어와 비교했을 때 슬라브어파 언어들은 보수적인 편이며, 특히 명사와 동사의 굴절을 통해 문법적으로 기능하는 등의 형태론적 관점에서 보수적이다. 대부분의 슬라브어파 언어들은 인도유럽조어로부터 내려오는 굴절적인 형태론적 유형을 많이 유지하고 있다.

### 자음
후기 공통 슬라브어의 자음 음소는 다음과 같다.
|        | 순음 | 순음 | 설정음 | 설정음 | 구개음   | 구개음 | 연구개음 | 연구개음 |
| ------ | ---- | ---- | ------ | ------ | -------- | ------ | -------- | -------- |
| 비음   | m    | m    | n      | n      | nʲ       | nʲ     |          |          |
| 파열음 | p    | b    | t      | d      | tʲː      | dʲː    | k        | ɡ        |
| 파찰음 |      |      | ts     | dz     | tʃ       |        |          |          |
| 마찰음 |      |      | s      | z      | ʃ, (sʲ1) | ʒ      | x        |          |
| 전동음 |      |      | r      | r      | rʲ       | rʲ     |          |          |
| 유음   |      |      | l      | l      | lʲ       | lʲ     |          |          |
| 접근음 | ʋ    | ʋ    |        |        | j        | j      |          |          |

서슬라브어군에서 /sʲ/는 /ʃ/로 발전하였다.
후기 슬라브조어의 음소는 대부분의 현대 슬라브어파 언어에서 나타나는 양상과 유사하다.
가장 큰 차이점은 공통 슬라브어 시기 말에 슬라브어파 언어가 거친 전반적인 구개음화에서 원인을 찾을 수 있다. 이 과정에서 모든 자음은 전설모음 앞에서 구개음화되었으며 많은 수의 새로운 구개음화된 음소가 생겨났다. 이들은 러시아어에서 가장 잘 보존되었으나 체코어와 슬로바키아어 등의 언어에서는 일부를 제외하면 보존되지 않았다. 다음은 현대 러시아어의 자음 음소를 나타낸 표이다.
|        | 순음   | 순음   | 치음 및 치경음 | 치음 및 치경음 | 후치경음 및 경구개음 | 후치경음 및 경구개음 | 연구개음 | 연구개음 |
| 경자음 | 연자음 | 경자음 | 연자음         | 경자음         | 연자음               | 경자음               | 연자음   |          |
| ------ | ------ | ------ | -------------- | -------------- | -------------------- | -------------------- | -------- | -------- |
| 비음   | m      | mʲ     | n              | nʲ             |                      |                      |          |          |
| 파열음 | p b    | pʲ bʲ  | t d            | tʲ dʲ          |                      |                      | k ɡ      | kʲ ɡʲ    |
| 파찰음 |        |        | t͡s             | (t͡sʲ)          |                      | t͡ɕ                   |          |          |
| 마찰음 | f v    | fʲ vʲ  | s z            | sʲ zʲ          | ʂ ʐ                  | ɕː ʑː                | x        | xʲ       |
| 전동음 |        |        | r              | rʲ             |                      |                      |          |          |
| 접근음 |        |        | l              | lʲ             |                      | j                    |          |          |

이러한 전반적인 구개음화 과정은 세르보크로아트어와 슬로베니아어에서는 발생하지 않았기 때문에 이들 언어의 음소는 후기 공통 슬라브어의 음소와 거의 동일하다.

### 모음
슬라브어파 언어의 전형적인 모음 음소는 다음과 같다.
|        | 전설 | 중설 | 후설 |
| ------ | ---- | ---- | ---- |
| 고모음 | i    | (ɨ)  | u    |
| 중모음 | e    |      | o    |
| 저모음 |      | a    |      |

모음 /ɨ/는 러시아어와 벨라루스어를 비롯한 일부 언어에서만 나타나며, 이러한 언어에서도 이들이 개별적인 음소인지 /i/의 변이음인지 확실하지 않다.
- 러시아어 мышь [mɨʂ]와 폴란드어 mysz [mɨʂ] "쥐(단수)"

공통 슬라브어는 두 비모음 *ę [ẽ]와 *ǫ [õ]를 가지고 있으나, 현대에는 폴란드어와 잘 알려지지 않은 방언에서만 보존되었다.
- Polish wąż /vɔ̃ʐ/와 węże /vɛ̃ʐɛ/ "뱀(단수), 뱀(복수)"

### 동계어
다음은 슬라브어파 기본 어휘의 간략한 동계어 비교표이다.
| 슬라브조어    | 러시아어                                         | 우크라이나어    | 벨라루스어       | 루신어           | 폴란드어 | 체코어 | 슬로바키아어 | 슬로베니아어 | 세르보크로아트어                                                                   | 불가리아어      | 마케도니아어          |
| ------------- | ------------------------------------------------ | --------------- | ---------------- | ---------------- | -------- | ------ | ------------ | ------------ | ---------------------------------------------------------------------------------- | --------------- | --------------------- |
| *uxo 귀       | ухо (úkho)                                       | вухо (vúkho)    | вуха (vúkha)     | ухо (úkho)       | ucho     | ucho   | ucho         | uho          | уво / uvo (오직 세르비아에서만) ухо / uho (보스니아 헤르체고비나와 크로아티아에서) | ухо (ukhó)      | уво (úvo)             |
| *ognь 불      | огонь (ogónʹ)                                    | вогонь (vohónʹ) | агонь (ahónʹ)    | огинь (ohénʹ)    | ogień    | oheň   | oheň         | ogenj        | огањ / oganj                                                                       | огън (ógǎn)     | оган/огин (ógan/ógin) |
| *ryba 물고기  | рыба (rýba)                                      | риба (rýba)     | рыба (rýba)      | рыба (rýba)      | ryba     | ryba   | ryba         | riba         | риба / riba                                                                        | риба (ríba)     | риба (ríba)           |
| *gnězdo 둥지  | гнездо (gnezdó)                                  | гнiздо (hnizdó) | гняздо (hnyazdó) | гнïздо (hnʹizdó) | gniazdo  | hnízdo | hniezdo      | gnezdo       | гн(иј)ездо / gn(ij)ezdo                                                            | гнездо (gnezdó) | гнездо (gnézdo)       |
| *oko 눈[目]   | око (óko) (낡은 표현) 현대형: глаз (glaz)        | око (óko)       | вока (vóka)      | око (óko)        | oko      | oko    | oko          | oko          | око / oko                                                                          | око (óko)       | око (óko)             |
| *golva 머리   | голова (golová) глава (glavá) "우두머리, 장(長)" | голова (holová) | галава (halavá)  | голова (holová)  | głowa    | hlava  | hlava        | glava        | глава / glava                                                                      | глава (glavá)   | глава (gláva)         |
| *rǫka 손      | рука (ruká)                                      | рука (ruká)     | рука (ruká)      | рука (ruká)      | ręka     | ruka   | ruka         | roka         | рука / ruka                                                                        | ръка (rǎká)     | рака (ráka)           |
| *noktь 밤[夜] | ночь (nočʹ)                                      | ніч (nič)       | ноч (noč)        | нуч (nuč)        | noc      | noc    | noc          | noč          | ноћ / noć                                                                          | нощ (nosht)     | ноќ (noḱ)             |

## 같이 보기
- 어족